# 62-й центральний вузол зв'язку (Білорусь)
62-й центральний вузол зв'язку (Міністерства оборони) —  головний підрозділ зв'язку у складі Міністерства оборони Білорусі. Основна задача вузла забезпечення всіми видами зв'язку керівного складу центральних органів військового управління.

## Історія
Датою формування 62-го центрального вузла зв'язку вважається 18 листопада 1939 року, коли штаб Західного особливого військового округу був передислокований із Смоленська в м. Мінськ.
Початково особовий склад вузла налічував 10 офіцерів і 28 солдат та сержантів. Частина організаційно складалась з двох основних елементів —  телеграфної та телефонної станцій. Перша була оснащена комутатором конструкції П. Кошкодаєва, телеграфними апаратами Бодо з автоматикою Юза, СТА-35 і забезпечувала постійний телеграфний зв'язок з Генеральним штабом Червоної Армії, підпорядкованими штабами. Телефонна станція мала в своєму складі АТС на 1000 номерів та напівзакриту АТС марки ОЛ-600, яка забезпечувала внутрішній зв'язок. Канали міжміського зв'язку надавались Міністерством зв'язку БРСР.
Вузол зв'язку розташовувався в приміщенні окружного Будинку офіцерів, а згодом в приміщенні штабу округу (зараз тут розміщується Білоруський державний педагогічний університет імені Максима Танка).
Особовий склад вузла зв'язку брав участь в бойових діях в Радянсько-фінській війні, вторгненні в Західну Буілорусь, а також окупації Прибалтики.
З початком Радянсько-німецької війни частина ввійшла до складу 36-го окремого полку зв'язку та пройшла війну разом з військами та штабами Західного, пізніше 3-го Білоруського фронту.
В червні 1945 року особовий склад вузла зв'язку був виведений зі складу 36-го опз та передислокований в м. Бобруйськ, де утворив ядро вузла зв'язку Барановицького військового округу.
В січні 1947 року разом зі штабом округу вузол переїхав в Мінськ.

### Після відновлення незалежності
З 1 грудня 1992 року цей вузол зв'язку був переведений на новий штат та офіційно почав називатись 62-м центральним вузлом зв'язку Міністерства оборони.
В квітні 1997 року до складу військової частини включено центр контролю безпеки зв'язку, що в подальшому став групою контролю безпеки зв'язку.
Колектив вузла постійно є безпосереднім учасником всих навчань та тренувань, що проводяться на території Білорусі. Здійснює координацію та керівництво підпорядкованими та взаємодіючими вузлами зв'язку.